# Maksymówka (rejon doliński)
Maksymówka (ukr. Максимівка) – wieś nad Świcą w rejonie dolińskim obwodu iwanofrankiwskiego na Ukrainie.
Miejsce urodzenia Bolesława Wieniawy-Długoszowskiego – polskiego dyplomaty, generała dywizji Wojska Polskiego, osobistego adiutanta Marszałka Józefa Piłsudskiego.

## Historia

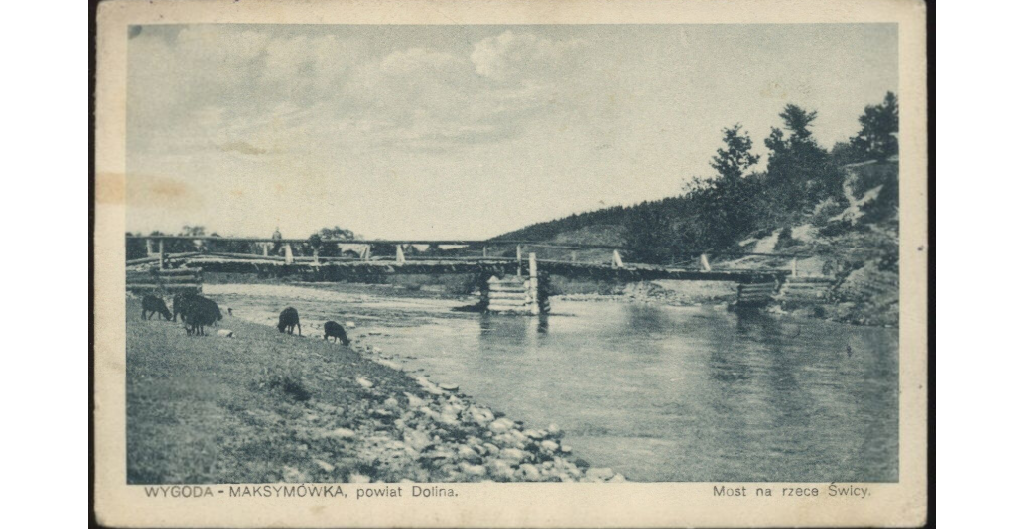
Wygoda-Maksymówka, most na Świcy, lata 20. XX wieku.

W okresie Rzeczypospolitej miejscowość leżała w ziemi halickiej województwa ruskiego. W XVIII wieku własność Krechowieckich herbu Sas.
W XIX w. Maksymówka znajdowała się w powiecie dolińskim Królestwa Galicji i Lodomerii (zabór austriacki). W 1880 wieś liczyła 283 mieszkańców. Mieszkało tu 221 grekokatolików (parafia w Lolinie) i 36 katolików obrządku łacińskiego (parafia w Wełdzirzu). W Maksymówce znajdowała się cerkiew Świętej Trójcy, cegielnia i fabryka cementu.
W 1900 we wsi było 80 domów i 443 mieszkańców, z których pod względem językowym 300 to Rusini, 120 – Niemcy, 23 – Polacy, natomiast pod względem wyznania 299 to grekokatolicy, 26  – katolicy obrządku łacińskiego, 28 – żydzi, 90 – inni.
W latach 1906–1926 w miejscowości funkcjonował klasztor redemptorystów. 
W okresie międzywojennym Maksymówka należała do gminy Wełdzirz (od 1934) w powiecie dolińskim województwa stanisławowskiego II RP. Według spisu powszechnego z 1921 r. wieś liczyła 76 domów. Mieszkały tu 374 osoby: 197 mężczyzn, 177 kobiet. Pod względem wyznania 274 mieszkańców było grekokatolikami, 46 ewangelikami, 35 rzymskimi katolikami, 19 żydami. Natomiast pod względem narodowości 274 osoby deklarowały się jako Rusini, 49 – jako Niemcy, 46 – jako Polacy, a 5 – jako Żydzi.